# William Jackson Pope
William Jackson Pope  (31 de octubre de 1870 - 17 de octubre de 1939) fue un  químico británico que estudió la cristalografía bajo la tutela de H. A. Miers. 
En todas sus investigaciones anteriores gran parte de su obra se dedicó a capturar datos cristalográficos, pasando largas horas en el cuarto oscuro con su goniómetro. Estos estudios cristalográficos tuvieron una influencia importante en el desarrollo de su trabajo químico sobre la estereoquímica de muchas moléculas. 
Obtuvo la Cátedra de química en la Universidad de Cambridge en 1908 y la medalla Davy en 1914.